# Pou de potencial finit
El pou de potencial finit és un concepte de mecànica quàntica. És una extensió del pou de potencial infinit, en què una partícula està confinada a una "caixa", però en aquest cas té "parets" de potencial finit. A diferència del pou de potencial infinit, hi ha una probabilitat associada a que la partícula es trobi fora de la caixa. La interpretació de la mecànica quàntica és diferent de la interpretació clàssica, on si l'energia total de la partícula és menor que la barrera d'energia potencial de les parets no es pot trobar fora de la caixa. En la interpretació quàntica, hi ha una probabilitat diferent de zero que la partícula estigui fora de la caixa fins i tot quan l'energia de la partícula és menor que la barrera d'energia potencial de les parets.

## Partícula dins d'una caixa 1D
Per al cas unidimensional en l'eix x, l'equació de Schrödinger independent del temps es pot escriure com:
| {\displaystyle -{\frac {\hbar ^{2}}{2m}}{\frac {d^{2}\psi }{dx^{2}}}+V(x)\psi =E\psi } | \| \| \| \| \| \| \| \| | (1) |
|                                                                                        |                         |     |
|                                                                                        |                         |     |

Aquesta anàlisi s'enfocarà damunt l'estat lligat, on .{\displaystyle E<V_{0}}. Deixant
- {\displaystyle \hbar ={\frac {h}{2\pi }}} és la constant de Planck reduïda
- {\displaystyle h} és la constant de Planck
- {\displaystyle m} és la massa de la partícula
- {\displaystyle \psi } és la funció d'ones que volem trobar
- {\displaystyle V(x)} és una funció que està descrivint l'energia potencial a cada punt d'x
- {\displaystyle E} és l'energia, un número real que a vegades es anomenat energia propia.

Per al cas de la partícula en una caixa unidimensional de longitud L, el potencial és {\displaystyle V_{0}} fora de la caixa, i zero per a x entre {\displaystyle -L/2} i {\displaystyle L/2}. Es considera que la funció d'ona està formada per diferents funcions d'ona a diferents rangs de x, depenent de si x està dins o fora de la caixa. Per tant, la funció d'ona es defineix de manera que:{\displaystyle \psi ={\begin{cases}\psi _{1},&{\text{si }}x<-L/2{\text{ (regió fora de la caixa)}}\\\psi _{2},&{\text{si }}-L/2<x<L/2{\text{ (regió dins de la caixa)}}\\\psi _{3},&{\text{si }}x>L/2{\text{ (regió fora de la caixa)}}\end{cases}}}

### Dins de la caixa
Per a la regió dins de la caixa, V(x) = 0 i l'Equació 1 es redueix a{\displaystyle -{\frac {\hbar ^{2}}{2m}}{\frac {d^{2}\psi _{2}}{dx^{2}}}=E\psi _{2}.}on{\displaystyle k={\frac {\sqrt {2mE}}{\hbar }},}l'equació esdevé llavors{\displaystyle {\frac {d^{2}\psi _{2}}{dx^{2}}}=-k^{2}\psi _{2}.}Aquest és un problema d'equacions diferencials i de valors propis ben estudiat amb una solució general tal que{\displaystyle \psi _{2}=A\sin(kx)+B\cos(kx)\,.}Per tant,{\displaystyle E={\frac {k^{2}\hbar ^{2}}{2m}}.}Aquí, A i B poden ser qualsevol nombre complex, i k pot ser qualsevol nombre real.

### Fora de la caixa
Per a la regió fora de la caixa, ja que el potencial és constant {\displaystyle V(x)=V_{0}}, l'equació 1 esdevé:{\displaystyle -{\frac {\hbar ^{2}}{2m}}{\frac {d^{2}\psi _{1}}{dx^{2}}}=(E-V_{0})\psi _{1}}Hi ha dues famílies possibles de solucions, segons si E és menor que {\displaystyle V_{0}} (la partícula està lligada al potencial) o si E és major que {\displaystyle V_{0}} (la partícula és lliure).
Per una partícula lliure {\displaystyle E>V_{0}}, i deixant{\displaystyle k'={\frac {\sqrt {2m(E-V_{0})}}{\hbar }}}obtenim{\displaystyle {\frac {d^{2}\psi _{1}}{dx^{2}}}=-k'^{2}\psi _{1}}que té la mateixa solució que en el cas de dins del pou:{\displaystyle \psi _{1}=C\sin(k'x)+D\cos(k'x)}Aquesta anàlisi s'enfocarà en l'estat lligat, on .{\displaystyle E<V_{0}}. Deixant{\displaystyle \alpha ={\frac {\sqrt {2m(V_{0}-E)}}{\hbar }}}obtenim{\displaystyle {\frac {d^{2}\psi _{1}}{dx^{2}}}=\alpha ^{2}\psi _{1}}on la solució general és exponencial:{\displaystyle \psi _{1}=Fe^{-\alpha x}+Ge^{\alpha x}}Similarment, per l'altra regió a fora de la caixa:{\displaystyle \psi _{3}=He^{-\alpha x}+Ie^{\alpha x}}Ara, per trobar la solució específica del problema en qüestió, hem d'especificar les condicions de contorn adequades i trobar els valors per a A, B, F, G, H i I que compleixin aquestes condicions.

### Trobant funcions d'ones per l'estat lligat
Les solucions de l'equació de Schrödinger i les seves derivades han de ser contínues. Aquests requisits són condicions de frontera de les equacions diferencials anteriorment derivades, és a dir, són les condicions que connecten les solucions dins i fora del pou.

En aquest cas, el pou de potencial finit és simètric, de manera que es pot aprofitar la simetria per reduir els càlculs necessaris.
Resumint les seccions anteriors:{\displaystyle \psi ={\begin{cases}\psi _{1},&{\text{si }}x<-L/2{\text{ (regió fora de la caixa)}}\\\psi _{2},&{\text{si }}-L/2<x<L/2{\text{ (regió dins de la caixa)}}\\\psi _{3}&{\text{si }}x>L/2{\text{ (regió fora de la caixa)}}\end{cases}}}on vam trobar {\displaystyle \psi _{1}}, {\displaystyle \psi _{2}}, i {\displaystyle \psi _{3}} tal que:{\displaystyle {\begin{aligned}\psi _{1}&=Fe^{-\alpha x}+Ge^{\alpha x}\\\psi _{2}&=A\sin(kx)+B\cos(kx)\\\psi _{3}&=He^{-\alpha x}+Ie^{\alpha x}\end{aligned}}}Veiem que com {\displaystyle x} va a {\displaystyle -\infty }, el terme {\displaystyle F} va a l'infinit. De la mateixa manera, a mesura que {\displaystyle x} va a {\displaystyle +\infty }, el terme {\displaystyle I} va a l'infinit. Perquè la funció d'ona sigui integrable al quadrat, hem d'establir {\displaystyle F=I=0}, i tenim:{\displaystyle \psi _{1}=Ge^{\alpha x}} i {\displaystyle \psi _{3}=He^{-\alpha x}}A continuació, sabem que la funció global {\displaystyle \psi } ha de ser contínua i diferenciable. En altres paraules, els valors de les funcions i les seves derivades han de coincidir en els punts de divisió:
| {\displaystyle \psi _{1}(-L/2)=\psi _{2}(-L/2)}                                                                 |  | {\displaystyle \psi _{2}(L/2)=\psi _{3}(L/2)}                                                                 |
| {\displaystyle \left.{\frac {d\psi _{1}}{dx}}\right\|_{x=-L/2}=\left.{\frac {d\psi _{2}}{dx}}\right\|_{x=-L/2}} |  | {\displaystyle \left.{\frac {d\psi _{2}}{dx}}\right\|_{x=L/2}=\left.{\frac {d\psi _{3}}{dx}}\right\|_{x=L/2}} |

Aquestes equacions tenen dos tipus de solucions, simètrica, pel qual {\displaystyle A=0} i {\displaystyle G=H}, i antisimètrica, pel qual {\displaystyle B=0} i{\displaystyle G=-H}. Pel cas simètric obtenim{\displaystyle He^{-\alpha L/2}=B\cos(kL/2)}{\displaystyle -\alpha He^{-\alpha L/2}=-kB\sin(kL/2)}agafant la relació dona

{\displaystyle \alpha =k\tan(kL/2).}De la mateixa manera que pel cas antisimètric, obtenim {\displaystyle \alpha =-k\cot(kL/2).}Recordeu que tant {\displaystyle \alpha } com {\displaystyle k} depenen de l'energia. El que hem trobat és que les condicions de continuïtat no es poden satisfer per a un valor arbitrari de l'energia; perquè això és el resultat del cas del pou de potencial infinit. Així, només es permeten determinats valors d'energia, que són solucions d'una o qualsevol d'aquestes dues equacions. Per tant, trobem que els nivells d'energia del sistema per sota de {\displaystyle V_{0}} són discrets; les funcions pròpies corresponents són estats lligats. (Per contra, per als nivells d'energia superiors a {\displaystyle V_{0}} són continus.)
Les equacions d'energia no es poden resoldre analíticament. No obstant això, veurem que en el cas simètric, sempre existeix almenys un estat lligat, encara que el pou sigui molt poc profund. Les solucions gràfiques o numèriques de les equacions d'energia es veuen més clares reescrivint-les una mica. Si introduïm les variables adimensionals {\displaystyle u=\alpha L/2} i {\displaystyle v=kL/2}, i tenint en compte de les definicions de {\displaystyle \alpha } i {\displaystyle k} que {\displaystyle u^{2}=u_{0}^{2}-v^{2}}, on {\displaystyle u_{0}^{2}=mL^{2}V_{0}/2\hbar ^{2}}, es llegeixen les equacions mestres.{\displaystyle {\sqrt {u_{0}^{2}-v^{2}}}={\begin{cases}v\tan v,&{\text{(cas simètric) }}\\-v\cot v,&{\text{(cas antisimètric) }}\end{cases}}}A la gràfica de la dreta, per a {\displaystyle u_{0}^{2}=20}, existeixen solucions on el semicercle blau talla les corbes morades o grises ({\displaystyle v\tan v} i {\displaystyle -v\cot v}). Cada corba porpra o grisa representa una possible solució {\displaystyle v_{i}} dins del rang {\textstyle {\frac {\pi }{2}}(i-1)\leq v_{i}<{\frac {\pi }{2}}i}. Per tant, el nombre total de solucions {\displaystyle N} (és a dir, el nombre de corbes morades/grises que es tallen pel cercle blau) es determina dividint el radi del cercle blau, {\displaystyle u_{0}}, pel rang de cada solució {\displaystyle \pi /2} i utilitzant les funcions de terra o sostre:
{\displaystyle N=\left\lfloor {\frac {2u_{0}}{\pi }}\right\rfloor +1=\left\lceil {\frac {2u_{0}}{\pi }}\right\rceil }En aquest cas hi ha exactament tres solucions, ja que{\displaystyle N=\lfloor 2{\sqrt {20}}/\pi \rfloor +1=\lfloor 2.85\rfloor +1=2+1=3}

{\displaystyle v_{1}=1.28,v_{2}=2.54} i {\displaystyle v_{3}=3.73}, amb les corresponents energies {\displaystyle E_{n}={2\hbar ^{2}v_{n}^{2} \over mL^{2}}.}Si volem, podem tornar enrere i trobar els valors de les constants {\displaystyle A,B,G,H} a les equacions d'ara (també hem d'imposar la condició de normalització). A la dreta mostrem els nivells d'energia i les funcions d'ona en aquest cas (on {\textstyle x_{0}\equiv \hbar /{\sqrt {2mV_{0}}}}):
Observem que, per petit que sigui {\displaystyle u_{0}} (per molt poc profund o estret que sigui el pou), sempre hi ha almenys un estat lligat
Cal destacar dos casos especials. A mesura que l'alçada del potencial es fa gran, {\displaystyle V_{0}\to \infty }, el radi del semicercle es fa més gran i les solucions s'acosten cada cop més als valors {\displaystyle v_{n}=n\pi /2}, i recuperem el cas del pou quadrat infinit.
L'altre cas és el d'un pou molt estret i profund, concretament el cas {\displaystyle V_{0}\to \infty } i {\displaystyle L\to 0} amb {\displaystyle V_{0}L} fixat. Com que {\displaystyle u_{0}\propto V_{0}L^{2}} tendirà a zero, només hi haurà un estat lligat. Aleshores, la solució aproximada és {\displaystyle v^{2}=u_{0}^{2}-u_{0}^{4}}, i l'energia tendeix a {\displaystyle E=-mL^{2}V_{0}^{2}/2\hbar ^{2}}. Però aquesta és només l'energia de l'estat lligat d'una funció de potencial Delta de força {\displaystyle V_{0}L}, com hauria de ser.
Es pot obtenir una solució gràfica més senzilla pels nivells d'energia normalitzant el potencial i l'energia mitjançant la multiplicació per {\displaystyle {8m}{L^{2}}/h^{2}}. Les magnituds normalitzades són{\displaystyle {\tilde {V}}_{0}=V_{0}{\frac {8m}{h^{2}}}L^{2}\qquad {\tilde {E}}=E{\frac {8m}{h^{2}}}L^{2}}donant directament la relació entre els parells permesos {\displaystyle (V_{0},E)} com{\displaystyle {\sqrt {{\tilde {V}}_{0}}}={\sqrt {\tilde {E}}}\,\left|{\sec({\sqrt {\tilde {E}}}\,{\pi }/{2})}\right|,\qquad {\sqrt {{\tilde {V}}_{0}}}={\sqrt {\tilde {E}}}\,\left|{\csc({\sqrt {\tilde {E}}}\,{\pi }/{2})}\right|}per a les funcions d'ona de paritat parella i senar, respectivament. En les equacions anteriors només s'han de considerar les parts derivades positives de les funcions. El gràfic que dona directament les parelles permeses {\displaystyle (V_{0},E)} es mostrat en la figura següent.

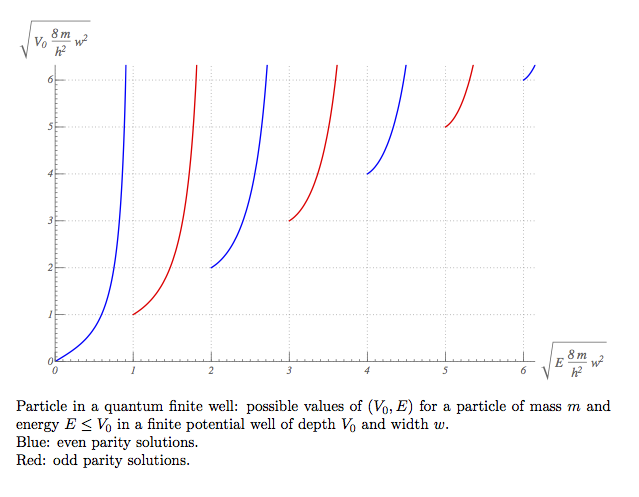
Partícula en un pou de potencial finit. Possibles valors de (V_{0}, E) per a una partícula de massa m i energia E ≤ V_{0} en un pou de potencial finit de profunditat V_{0} i amplada w. En blau les solucions de paritat parella i en vermell les solucions de paritat senar.

### Estats no lligats
Si resolem l'equació de Schrödinger independent del temps per a una energia {\displaystyle E>V_{0}}, les solucions seràn oscil·latòries tant dins com fora del pou. Així, la solució mai és integrable al quadrat; és a dir, sempre és un estat no normalitzable. Això no vol dir, però, que sigui impossible que una partícula quàntica tingui una energia superior a {\displaystyle V_{0}}, només vol dir que el sistema té un espectre continu per sobre de {\displaystyle V_{0}}. Els estats propis no normalitzables estan prou a prop de ser integrables al quadrat de manera que encara contribueixen a l'espectre de l'Hamiltonià com a operador il·limitat.

## Pou asimètric
Considera un pou de potencial asimètric unidimensional donat pel potencial{\displaystyle V(x)={\begin{cases}V_{1},&{\text{si }}-\infty <x<0{\text{ (regió fora la caixa)}}\\0,&{\text{si }}0<x<a{\text{ (regió dins la caixa)}}\\V_{2}&{\text{si }}a<x<\infty {\text{ (regió fora la caixa)}}\end{cases}}}amb {\displaystyle V_{2}>V_{1}}. La solució corresponent per a la funció d'ona amb {\displaystyle E<V_{1}} és{\displaystyle \psi (x)={\begin{cases}c_{1}e^{k_{1}x},&{\text{per }}x<0,{\text{on }}k_{1}={\sqrt {(2m/\hbar ^{2})(V_{1}-E)}}\\c\sin(kx+\delta ),&{\text{per }}0<x<a,{\text{on }}k={\sqrt {2mE/\hbar ^{2}}}\\c_{2}e^{-k_{2}x},&{\text{per }}x>a,{\text{on }}k_{2}={\sqrt {(2m/\hbar ^{2})(V_{2}-E)}}\end{cases}}}i{\displaystyle \sin \delta ={\frac {k\hbar }{\sqrt {2mV_{1}}}}.}Els nivells d'energia {\displaystyle E=k^{2}\hbar ^{2}/(2m)} es determinen un cop trobem {\displaystyle k} a partir de la següent equació transcendental{\displaystyle ka=n\pi -\sin ^{-1}\left({\frac {k\hbar }{\sqrt {2mV_{1}}}}\right)-\sin ^{-1}\left({\frac {k\hbar }{\sqrt {2mV_{2}}}}\right)}on {\displaystyle n=1,2,3,\dots } No sempre es pot garantir l'existència d'una solució per a l'equació anterior, per exemple, sempre es pot trobar un valor de {\displaystyle a} prou petit tal que per a valors donats de {\displaystyle V_{1}} i {\displaystyle V_{2}} no existeix un nivell d'energia discret. Els resultats del pou simètric s'obtenen a partir de l'equació anterior establint {\displaystyle V_{1}=V_{2}=V_{o}}.

## Cavitat esfèrica
Els resultats anteriors es poden utilitzar per demostrar que, contràriament al cas unidimensional, no sempre hi ha un estat lligat en una cavitat esfèrica.
L'estat fonamental (n = 1) d'un potencial esfèricament simètric sempre tindrà un moment angular orbital de valor zero (ℓ = n−1), i la funció d'ona reduïda {\displaystyle U(r)\equiv r\psi (r)}compleix l'equació{\displaystyle -{\frac {\hbar ^{2}}{2m}}{\frac {d^{2}U}{dr^{2}}}+V(r)U(r)=EU(r)}Això és idèntic a l'equació unidimensional, excepte per a les condicions de contorn. Com abans, {\displaystyle U(r)} i la seva primera derivada ha de ser contínua a la vora del pou {\displaystyle r=R}. Tanmateix, hi ha una altra condició, {\displaystyle \psi (0)} ha de ser finit, i això requereix {\displaystyle U(0)=0}.
En comparació amb les solucions anteriors, podem veure que només les antisimètriques tenen nodes a l'origen. Així, només es permeten les solucions del tipus {\displaystyle \alpha =-k\cot(kR)}. Aquestes corresponen a la intersecció del semicercle amb les corbes grises, de manera que si la cavitat és massa poc profunda o petita, no hi haurà estat lligat.

## Altres lectures i referències
- Griffiths, David J.. Introduction to Quantum Mechanics. 2a edició.  Prentice-Hall, 2005. ISBN 0-13-111892-7.
- Hall, Brian C. Quantum Theory for Mathematicians. 267.  Springer, 2013..